# Rafelcofer
Rafelcofer (en valencien et en castillan) est une commune d'Espagne de la province de Valence dans la Communauté valencienne. Elle est située dans la comarque de la Safor et dans la zone à prédominance linguistique valencienne.

## Géographie

Localisation de Rafelcofer
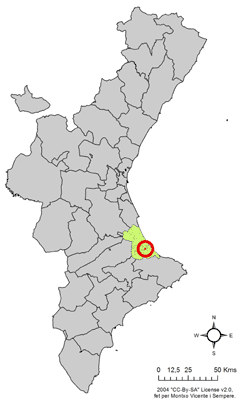
dans la Communauté valencienne.
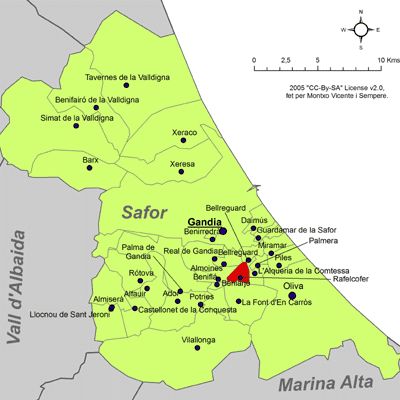
dans la comarque de la Safor.

### Communes limitrophes
La commune de Rafelcofer est entourée par les communes suivantes :
Almoines, L'Alqueria de la Comtessa, Bellreguard, Beniarjó, Beniflá et La Font d'en Carròs, toutes dans la province de Valence.

## Démographie
| 1990  | 1992  | 1994  | 1996  | 1998  | 2000  | 2002  | 2004  | 2005  | 2007  |
| ----- | ----- | ----- | ----- | ----- | ----- | ----- | ----- | ----- | ----- |
| 1.434 | 1.468 | 1.437 | 1.390 | 1.403 | 1.406 | 1.389 | 1.395 | 1.405 | 1.505 |

### Sources
- (es) Cet article est partiellement ou en totalité issu de l’article de Wikipédia en espagnol intitulé « Rafelcofer » (voir la liste des auteurs).